# خوليو ساليناس
خوليو ساليناس (بالإسبانية: Julio Salinas) ، من مواليد 11 سبتمبر 1962 ، لاعب كرة قدم إسباني سابق.
لعب مع منتخب إسبانيا لكرة القدم.

## روابط خارجية
- خوليو ساليناس على موقع IMDb (الإنجليزية)
- خوليو ساليناس على موقع كينوبويسك (الروسية)
- خوليو ساليناس على موقع الاتحاد الدولي (مؤرشف)  (الإنجليزية)
- خوليو ساليناس على موقع الاتحاد الأوربي (الإنجليزية)
- خوليو ساليناس على موقع رابطة كرة القدم اليابانية للمحترفين (اليابانية)
- خوليو ساليناس على موقع قاعدة بيانات كرة القدم.إي يو (الإنجليزية)
- خوليو ساليناس على موقع ليكيب (الفرنسية)
- خوليو ساليناس على موقع ناشيونال فوتبول تيمز (الإنجليزية)
- خوليو ساليناس على موقع Soccerway.com (الإنجليزية)
- خوليو ساليناس على موقع عالم كرة القدم.نت (الإنجليزية)
- خوليو ساليناس على موقع كووورة